# Davey Graham
David "Dav(e)y" Michael Gordon Graham (Hinckley (Londen), 22 november 1940 - Londen, 15 december 2008), was een Brits gitarist en een der meest invloedrijke figuren uit de revolutie van  de folkmuziek in het Verenigd Koninkrijk van de jaren '60.
Graham was de zoon van een Guyanaanse moeder en een Schotse vader. Op 12-jarige leeftijd werd hij door een val blind aan één oog. Hij begon gitaar te spelen en bleek al snel een bijzonder muzikaal talent. Graham maakte de stemming D-A-d-g-a-d in de  gitaarwereld bekend.  Deze stemming is een alternatieve gitaarstemming waarbij de gebruikelijke  E-A-d-g-b-e stemming is veranderd, door de eerste, tweede en zesde snaar een hele toon te verlagen. Graham gebruikte deze stemming intensief in zijn benadering van Keltische muziek, maar ook in folkmuziek en muziek uit India en Marokko.
Hij inspireerde vele bekende artiesten met de akoestische gitaar, zoals Bert Jansch, John Renbourn, Martin Carthy, Paul Simon en ook Jimmy Page, die voor zijn solo White Summer  sterk steunde op Grahams "She moved thru' the Bizarre/Blue Raga". Graham is waarschijnlijk meest bekend geworden door zijn instrumentale song "Anji". 
Hij stierf eind 2008 op 68-jarige leeftijd aan longkanker.

## Discografie
- 3/4 AD (EP)  (1962) met Alexis Korner
- From a London Hootenanny (EP)(1963)
- The Guitar Player (1963)
- Folk, Blues and Beyond (1964)
- Folk Roots, New Routes (1965) met Shirley Collins
- Midnight Man	(1966)
- Large as Life and Twice as Natural (1968)
- Hat (1969)
- Holly Kaleidoscope (1970)
- Goddington Boundary (1970)
- All that Moody (1976)
- The Complete Guitarist (1978)
- Dance for Two People	(1979)
- Folk Blues And All Points In Between (1985)
- The Guitar Player ... Plus (1996)
- After Hours (1997) opgenomen in de  Hull University in 1967
- Playing in the Traffic
- Broken Biscuits (2007) met Mark Pavey